# Großlehna
Großlehna (früher amtlich Groß Lehna geschrieben) ist eine Ortschaft und ein Ortsteil der sächsischen Stadt Markranstädt im Landkreis Leipzig.

## Geographie
Großlehna bestand bis zur Eingemeindung aus den drei Ortsteilen Großlehna, Kleinlehna und Altranstädt. Südlich von Großlehna entsteht der Bach aus dem Zusammenfluss von Wiesengraben und Renne.
Der Ort befindet sich unmittelbar an der Grenze zwischen Sachsen und Sachsen-Anhalt etwa zehn Kilometer westlich von Leipzig und ist mit dem Haltepunkt Großlehna an die Bahnstrecke Leipzig–Großkorbetha angeschlossen. Durch Großlehna führen zudem die Bundesautobahn 9 (München–Berlin), die Bundesstraße 186 (Markranstädt–Schkeuditz) und die sächsische Staatsstraße 77.
Die Gemarkung Großlehna grenzt im Nordosten an Priesteblich und Lindennaundorf, im Osten und Südosten an Markranstädt und im Süden an Quesitz (alles Ortsteile von Markranstädt). Westlich der Ortsgemarkung schließen sich die Fluren der Städte Bad Dürrenberg und Leuna im Saalekreis in Sachsen-Anhalt an.
Großlehna ist Station auf dem Radwanderweg Grüner Ring Leipzig.

## Geschichte
Eine Besiedelung der fruchtbaren, aber waldarmen Leipziger Tieflandsbucht erfolgte schon in der Ur- und Frühgeschichte. Ein Nachweis dieser Besiedelung stellt eine Grabanlage der Glockenbecherkultur auf dem Gebiet des Großlehnaer Gewerbegebietes dar. 
Als nächster Schritt kann wohl die Entstehung von Kleinlehna durch sorbische Siedler gewertet werden, für die keine genaue Jahreszahl bekannt ist. Die erste gesicherte Erwähnung erfolgte am 1. August 1091 für das Dorf Altranstädt und etwa 130 Jahre später am 10. Juni 1224 für Großlehna als Leine. 
Im Doppelgassendorf Altranstädt ließen sich Zisterzienser nieder und gründeten ein Klostergut, welches vor allem durch seine Schafzucht bekannt war. Dieser Gutshof war eine Grangie des Zisterzienserklosters Altzelle bei Nossen. Die Verwaltung über die Orte Großlehna, Groß- und Klein Glasau, welche später zu Wüstungen verkamen, sowie Oetzsch, Treben und Klein-Miltitz erfolgte durch das Gut in Altranstädt. In einer Urkunde aus dem Jahr 1291 wird sogar von einem Gerichtsstuhl gesprochen, den der Landgraf Albert dem Stift Merseburg überließ. Der Status des Klosterguts mit den zugehörigem Dorf bestand bis zur Säkularisation des Klosters Altzelle im Jahre 1540 durch den sächsischen Herzog Heinrich den Frommen infolge der Reformation. 
Verwaltungsmäßig gehörten Großlehna und Kleinlehna bis 1815 zum Kurfürstentum bzw. Königreich Sachsen. Seit der Säkularisation des Altranstäder Gutshofs im Jahr 1540 kamen die zum Gutsbezirk gehörigen Orte Altranstädt, Großlehna und Klein-Miltitz sowie Treben und Oetzsch als Exklaven im hochstift-merseburgischen Amt Lützen zum Kreisamt Leipzig. Kleinlehna hingegen war Amtsdorf im Amt Lützen. Durch die Beschlüsse des Wiener Kongresses wurden Altranstädt, Großlehna, Treben und Oetzsch mit dem Westteil des Amts Lützen, zu dem Kleinlehna gehörte, im Jahr 1815 an Preußen abgetreten. Bei der politischen Neuordnung Preußens wurden sie 1816 dem Kreis Merseburg im Regierungsbezirk Merseburg der Provinz Sachsen zugeteilt, zu dem sie bis 1952 gehörten. Der Bau der wichtigen Bahnstrecke von Leipzig nach Großkorbetha begann 1856, jedoch erhielt Großlehna erst 1893 einen Haltepunkt an dieser Verbindung. Im Jahr 1923 wurde die Freiwillige Feuerwehr Großlehna gegründet, welche in Altranstädt bereits seit 1882 existierte.
Kleinlehna wurde am 1. Oktober 1939 nach Großlehna eingemeindet. Beide Orte blieben bis 1945 bei Preußen. 
Am Morgen des 16. April 1945 erreichte die Kompanie I des 3. Bataillons des 9. Regimentes, dass zu dieser Zeit dem 38. Regiment der 2. Infanteriedivision der US-Streitkräfte untersteht, aus Nempitz(Treben) kommend, (Groß)Lehna. Nach einem kürzeren Feuergefecht, aus dem einige Gefangene, Tode und Vermisste hervorgehen, ist die Ortschaft bis etwa 6 Uhr besetzt.
Nach dem Zweiten Weltkrieg wurde die Gemeinde Teil der Sowjetischen Besatzungszone und damit später der DDR. Sie gehörte zum Land Sachsen-Anhalt bis zur Gründung der Bezirke in der DDR im Jahr 1952. Mit der Kreisreform 1952 wurde die Gemeinde zum Kreis Leipzig-Land im Bezirk Leipzig geschlagen, bei welchem sie auch nach der Wende und Wiedervereinigung im neugegründeten Freistaat Sachsen verblieb. In der anschließenden Kreisreform 1994 entstand aus den alten Kreisen der neue Landkreis Leipziger Land, dem Großlehna bis 2006 als eigenständige Gemeinde angehörte.
Am 1. Juli 1950 wurde die bis dahin eigenständige Gemeinde Altranstädt eingegliedert.
Am 1. Januar 2006 endete die Eigenständigkeit Großlehnas mit der Eingemeindung in die Stadt Markranstädt. Aus der Gemeinde wurde eine Ortschaft mit den Ortsteilen Großlehna und Altranstädt. Kleinlehna wurde in diesem Zug der Ortsteilstatus aberkannt.

### Einwohnerentwicklung
Die (Land-)Gemeinde Großlehna war ein bäuerlich geprägtes Dorf. Zu Beginn des 20. Jahrhunderts verzeichnete der Ort einen großen Bevölkerungsanstieg, der sich unter anderem auch durch die Eingemeindungen von Kleinlehna (1939 mit ~ 400 EW) sowie Altranstädt (1949 mit ~ 1800 EW) erklären lässt. 
Die höchste gemessene Einwohnerzahl wurde 1950 mit 4120 Einwohnern erreicht, danach fiel sie bis auf 2207 Personen im Jahr 1990 und hat sich heute bei etwa 2500 Einwohnern stabilisiert.
| Jahr | Einwohnerzahl                   |
| ---- | ------------------------------- |
| 1747 | 33 besessene Mann, 30 1/2 Hufen |
| 1806 | 124                             |
| 1818 | 152                             |
| 1880 | 295                             |
| 1895 | 377                             |
| 1910 | 674                             |
| 1925 | 908                             |

| Jahr | Einwohnerzahl |
| ---- | ------------- |
| 1939 | 1965          |
| 1946 | 2367          |
| 1950 | 4120          |
| 1970 | 3146          |
| 1990 | 2207          |
| 1998 | 2460          |
| 1999 | 2465          |

| Jahr | Einwohnerzahl |
| ---- | ------------- |
| 2000 | 2496          |
| 2001 | 2517          |
| 2002 | 2492          |
| 2003 | 2490          |
| 2004 | 2500          |
| 2005 | 2494          |

## Kultur und Sehenswürdigkeiten

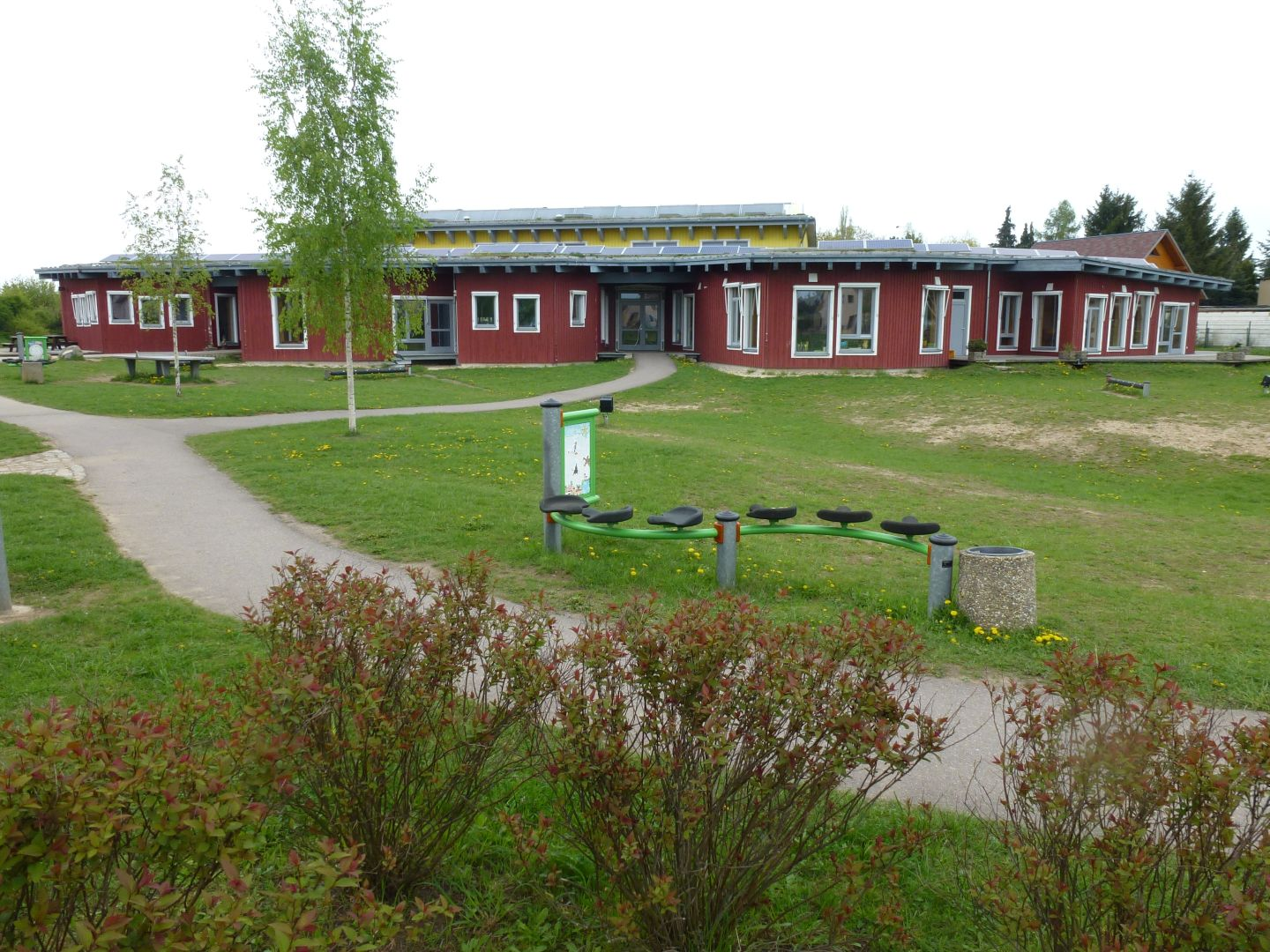
Grundschule

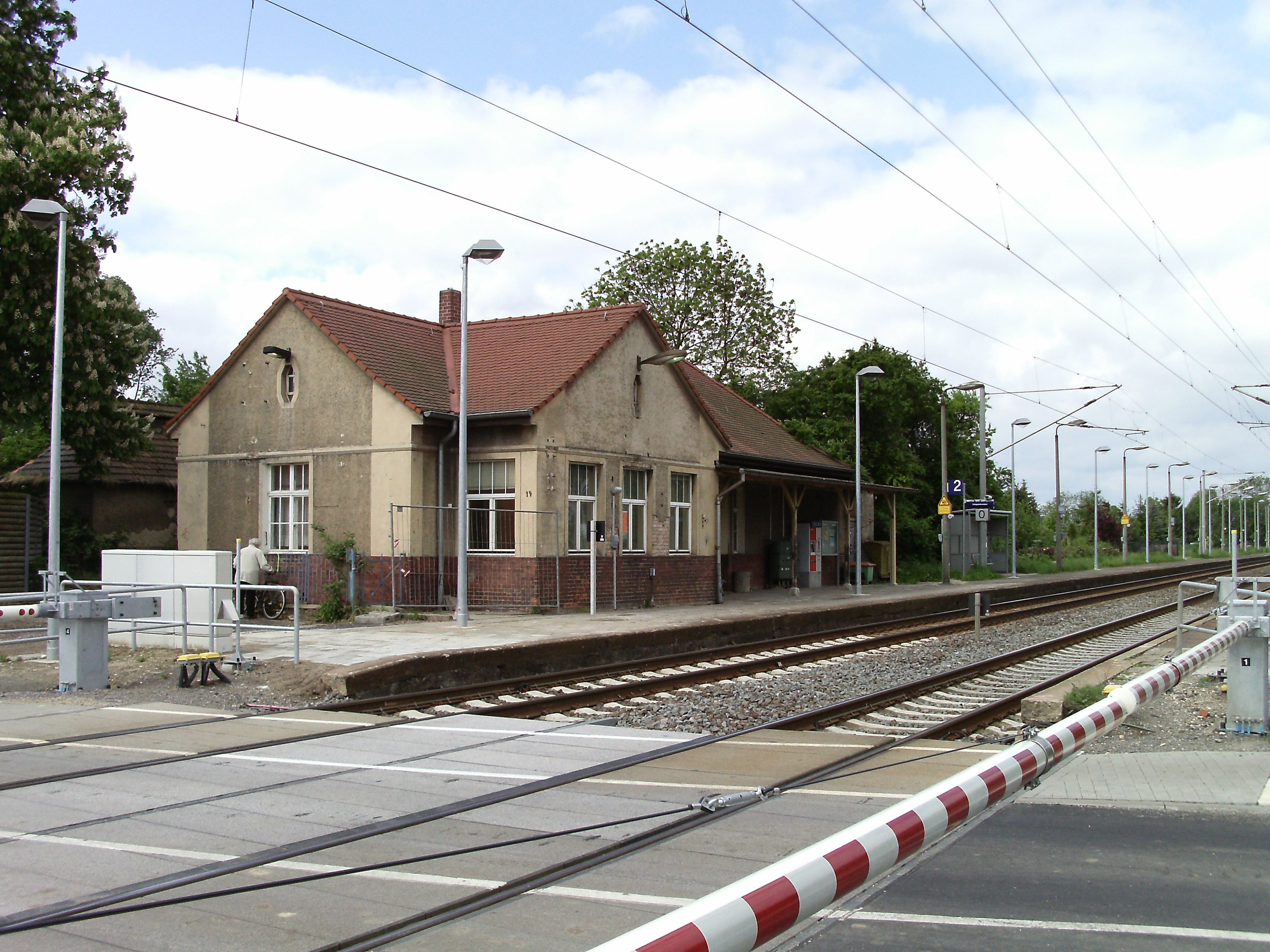
Bahnanbindung Haltepunkt Großlehna

Im Jahr 2005 eröffnete die Grundschule „Nils Holgersson“ mit angeschlossener Turnhalle. In unmittelbarer Umgebung befinden sich des Weiteren das örtliche Einkaufszentrum sowie das Feuerwehrhaus. Ein weiteres kulturelles Zentrum bildet die Dorfkirche Großlehna. 
Größte Vereine in Großlehna sind der Ringerverein Großlehna 1999, der in der Stadtliga spielende Fußballverein Blau-Weiss Großlehna und der Schachklub Großlehna (seit 1945, Damen-Schachmannschaft in der Schachbundesliga).
Als weitere Tradition hat sich seit 1997 die jährliche Vergrößerung des "Saxe-Waldes" nahe der A9 etabliert. Durch diese Aktion wurde bisher mit Hilfe der Gemeinde Markranstädt, der Stiftung Wald für Sachsen und des Autohauses Saxe eine Fläche von knapp 10 ha mit 39.000 Bäumen und Sträuchern nachhaltig aufgeforstet.

## Verkehr
Der Haltepunkt Großlehna hat die Bahnanbindung an die Bahnstrecke Leipzig–Großkorbetha.